# Ivica Račan
Ivica Račan, född 24 februari 1944 i Ebersbach, Sachsen, Tyskland, död 29 april 2007 i Zagreb, var en kroatisk politiker. Han var det Kroatiska socialdemokratiska partiets första partiordförande och Kroatiens premiärminister mellan 31 januari 2000 och 23 december 2003. Han efterträddes på premiärministerposten av Ivo Sanader.

## Uppväxt
Ivica Račan föddes i ett arbetsläger i Ebersbach i östra Tyskland där hans mor var internerad. Ivica och hans mor överlevde bombningen av Dresden. Modern som var från Lika och fadern som var från Slavonien återvände efter andra världskriget till Kroatien som då var en del av Folkrepubliken Jugoslavien. Till en början flyttade familjen mellan olika adresser men bosatte sig efter ett tag permanent i Slavonski Brod. 

## Karriär
Račans politiska karriär påbörjades 1961 då han blev medlem i Kroatiska kommunistförbundet. Efter den Kroatiska våren skedde utrensningar inom det Kroatiska kommunistförbundet och betydelsefulla platser blev då lediga. Račan avancerade i hierarkin. 1989 utnämndes han till det Kroatiska kommunistförbundets partiordförande. I samband med Jugoslaviens upplösning i början av 1990-talet deltog han aktivt i reformationen av det Kroatiska kommunistförbundet till ett modernt socialdemokratiskt parti.  

## Familj
Ivica Račan var gift tre gånger och fick två söner, Ivan och Zoran i det första äktenskapet. Hans första fru, Agata Račan, är domare och hans tredje hustru, Dijana Pleština, professor vid College of Wooster i Ohio i USA.

## Sjukdom och död
Den 31 januari 2007 meddelade Račan att han temporärt skulle lämna politiken av hälsoskäl. Vice partiordförande, Željka Antunović, tog då över ledningen av partiet. Račans hälsotillstånd försämrades och läkare konstaterade att han hade cancer i axeln. Senare meddelades det att cancern hade spridit sig till urinvägarna och slutligen hjärnan. Den 29 april 2007 avled Račan på ett sjukhus i Zagreb. 